# Тольники-Малі
Тольники-Малі (пол. Tolniki Małe) — село в Польщі, у гміні Решель Кентшинського повіту Вармінсько-Мазурського воєводства.
Населення — 71 особа (2011).
У 1975-1998 роках село належало до Ольштинського воєводства.

## Демографія
Демографічна структура станом на 31 березня 2011 року:
|          | Загалом | Допрацездатний вік | Працездатний вік | Постпрацездатний вік |
| -------- | ------- | ------------------ | ---------------- | -------------------- |
| Чоловіки | 35      | 7                  | 24               | 4                    |
| Жінки    | 36      | 7                  | 21               | 8                    |
| Разом    | 71      | 14                 | 45               | 12                   |